# Nancova

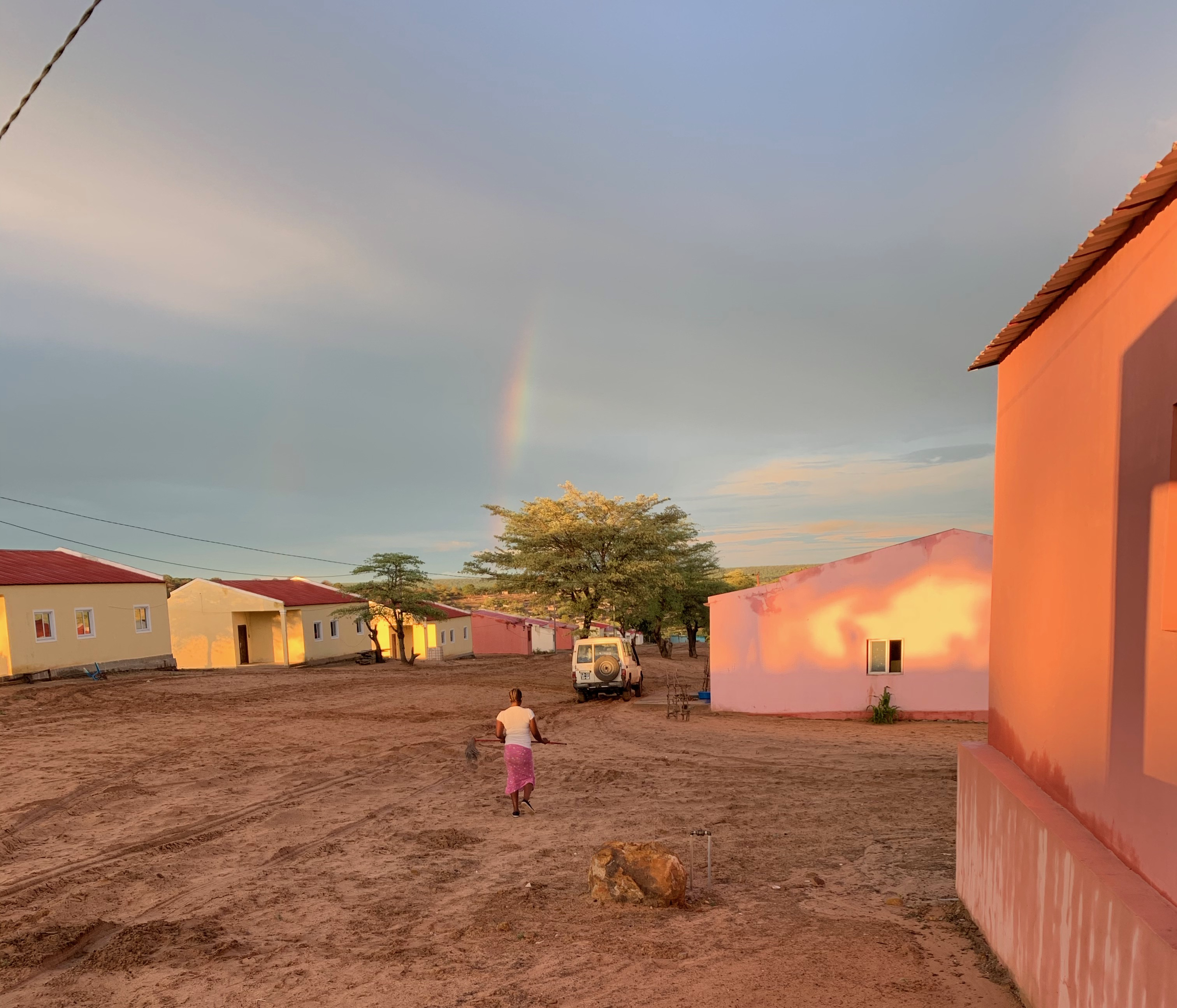
Nancova (2019)

Nancova ist eine Kleinstadt (portugiesisch Vila) und ein Kreis im Süden Angolas. Der Kreis grenzt im Osten an die Provinz Cuando.

## Verwaltung
Nancova ist Sitz eines gleichnamigen Kreises (Município) der Provinz Cubango.